# Jardín botánico de Dominica

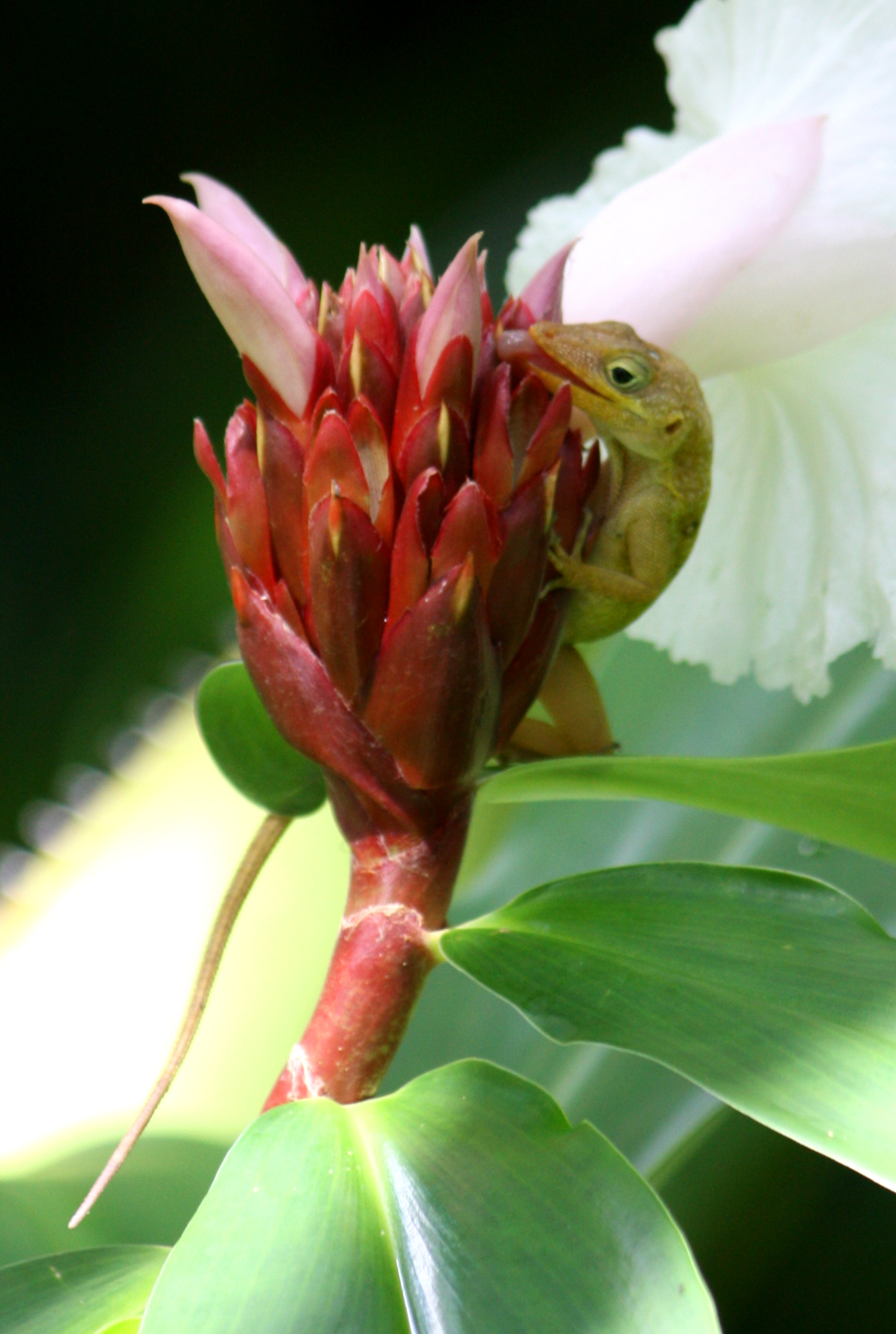
El Anole de Dominica (Anolis oculatus) alimentándose en una inflorescencia del jardín botánico.

El Jardín Botánico de Dominica ( en inglés : Dominica Botanical Gardens) es un jardín botánico que está localizado en la isla-nación caribeña de Dominica, en su capital Roseau. Una vez fue conocido como el más bello jardín botánico de la región, pero fue gravemente dañado por el Huracán David en 1979. Después de los esfuerzos de recuperación, permanece como uno de los focos de la vida cultural en Roseau, y un centro de investigación y conservación en Dominica. Su código de reconocimiento internacional como institución botánica, así como las siglas de su herbario es ROSEA.

## Historia

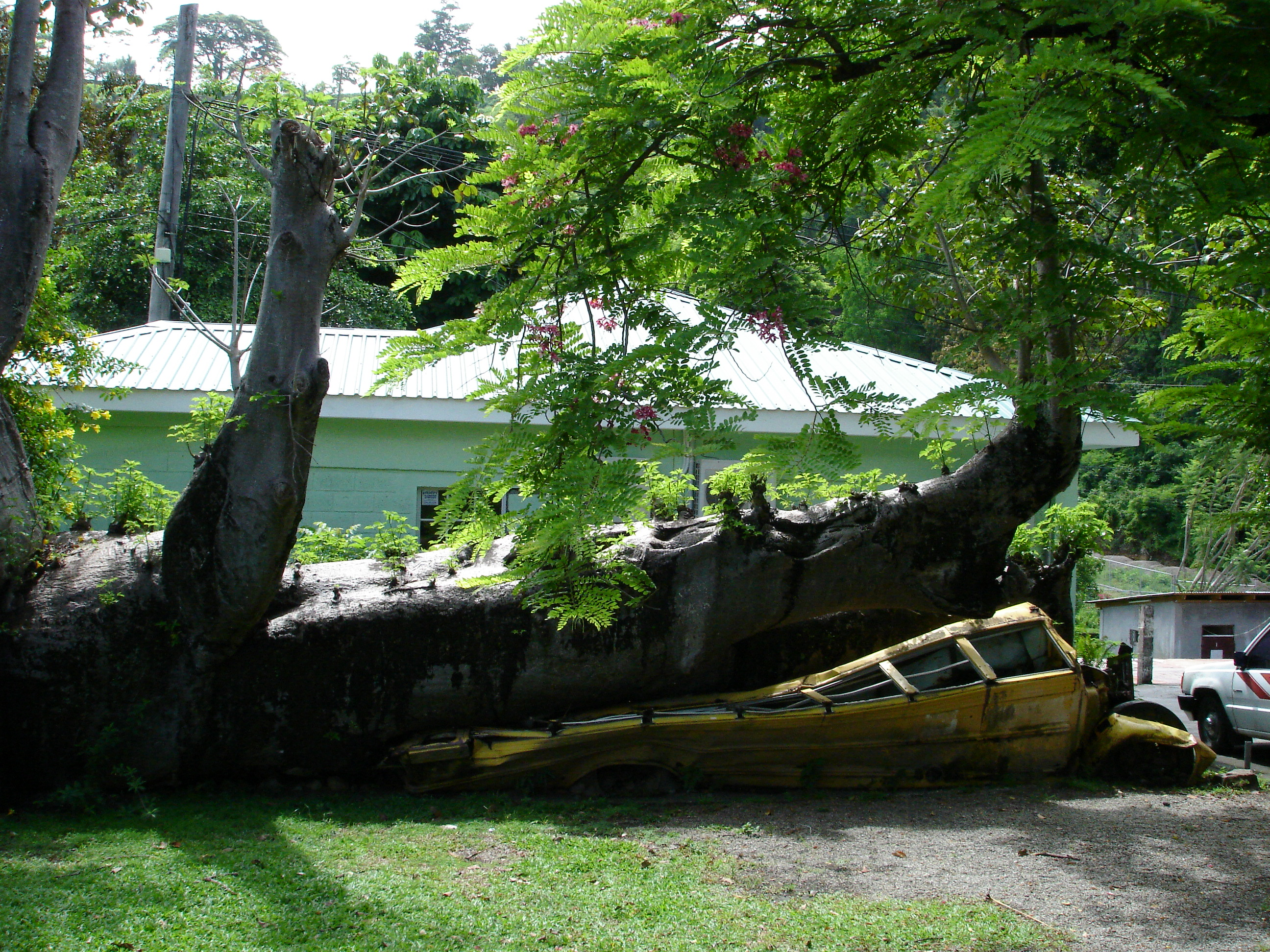
Un autobús escolar aplastado por un árbol baobab africano, derribado por la fuerza de los vientos del Huracán David en 1979; el autobús y el árbol aún permanecen en el jardín.

El jardín botánico fue establecido cuando Dominica seguía siendo una colonia en el Imperio británico. El gobierno de la corona comenzó a planear los jardines en 1889, con la meta de animar la diversificación de las cosechas y proveer a los granjeros de las plantas de semillero correctamente propagadas. Las 16 hectáreas de tierra, antes una plantación del azúcar dentro de la finca "Bath Estate", fueron vendidas al gobierno en 1891 por su dueño, William Davies.
Las plantaciones del jardín comenzaron en 1890. Su primer curador era Charles Murray del Real Jardín Botánico de Edimburgo. Pronto fue substituido por Henry F. Green, quien planeó y reacondicionó los terrenos. Joseph Jones  asumió el control de la  gerencia en 1892, y siguió estando implicado a lo largo de toda  su vida; Jones también llegó a ser el primer superintendente del Ministerio de Agricultura imperial para las Antillas en 1898. Los botánicos de los Kew Gardens en Inglaterra suministraron una gran variedad de especies tropicales procedentes de todo del mundo. Aunque su propósito primario seguía siendo económico y experimental, Jones introdujo las plantas ornamentales para hacer atractivas exhibiciones
Estos jardines estaban reconocidos en los años 1930 como los más bellos de las Antillas. Los jardines fueron seriamente dañados por el huracán David en 1979, que destruyó muchos de sus impresionantes árboles viejos. Uno de los árboles, un baobab africano, un árbol gigantesco, cayó y machacó un autobús escolar vacío; el árbol y el autobús permanecen como reliquia de recuerdo de la destrucción dentro de los jardines.  Many plants have since been restored.

## Flora y fauna
En el jardín podemos admirar el "Bois Kwaib" (Sabinea carinalis), que son el árbol insignia y flor nacional de Dominica, junto con otros numerosos árboles tropicales y palmas.  Entre los especímenes más notables se incluyen el árbol de la bala de cañón (Couroupita guianensis), Baniano (Ficus benghalensis), la Palma de la centuria (Coripha umbraculifera), y el Ylang Ylang (Cananga odorata).
Las dos especies endémicas de salamanquesas, el Lagarto Terrestre de Dominica y el Anole de Dominica, se encuentran abundantemente en los terrenos del jardín botánico. También es frecuentemente visitado por una variedad de aves silvestres, incluyendo tres especies de colibríes, Cuervos del Caribes, y la Garcita verde.

## Conservación

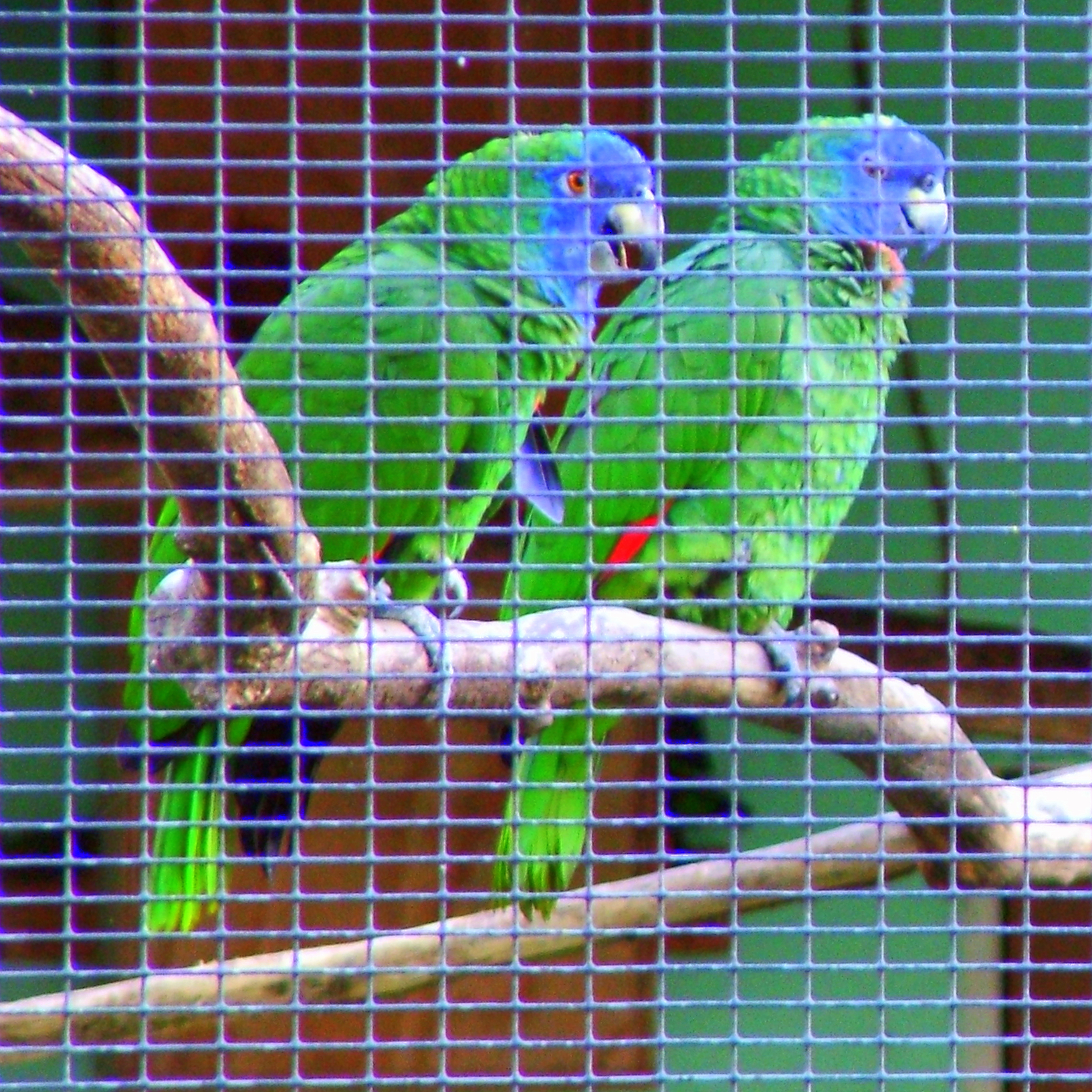
Dos loros de Jacko (Amazona arausiaca), en el "Parrot Conservation and Research Centre".

El Ministerio de Agricultura y Silvicultura de Dominica mantiene laboratorios en los jardines botánicos para la investigación de la conservación. El centro de la conservación y de investigación del loro centra sus esfuerzos en la protección para las dos especies endémicas de loros localmente conocidas como Jacko (Amazona arausiaca) y Sisserou (Amazona imperialis), los cuales están en peligro de extinción.
También fue establecido un laboratorio de diagnóstico molecular en el  jardín botánico bajo la administración de la Darwin Initiative, para estudiar la amenaza de Quitridiomicosis en la población de anfíbios, en particular la rana amenazada conocida como "the Mountain Chicken" (Leptodactylus fallax).
También han sido enclavadas en el jardín botánico por un periodo de cincuenta años las oficinas de la división de Silvicultura de Dominica y de la división de fauna, mudanza realizada a finales del 2009.

## Actividades
El jardín botánico de Dominica es uno de los pocos espacios abiertos que permanecen en Roseau. Ha sido desde hace tiempo un lugar para celebrar partidas de cricket. La celebración del evento "Creole in the Park", un featival de música de cuatro días y acontecimiento cultural, se lleva a cabo durante la última semana de octubre como parte de World Creole Music Festival (festival mundial de música criolla) y las celebraciones de la independencia de Dominica.  State parades are also often held there.